# Harry Edward de Robillard Wetherall
Sir Harry Edward de Robillard Wetherall, britanski general, * 1889, † 1979.